# Cape D’Aguilar

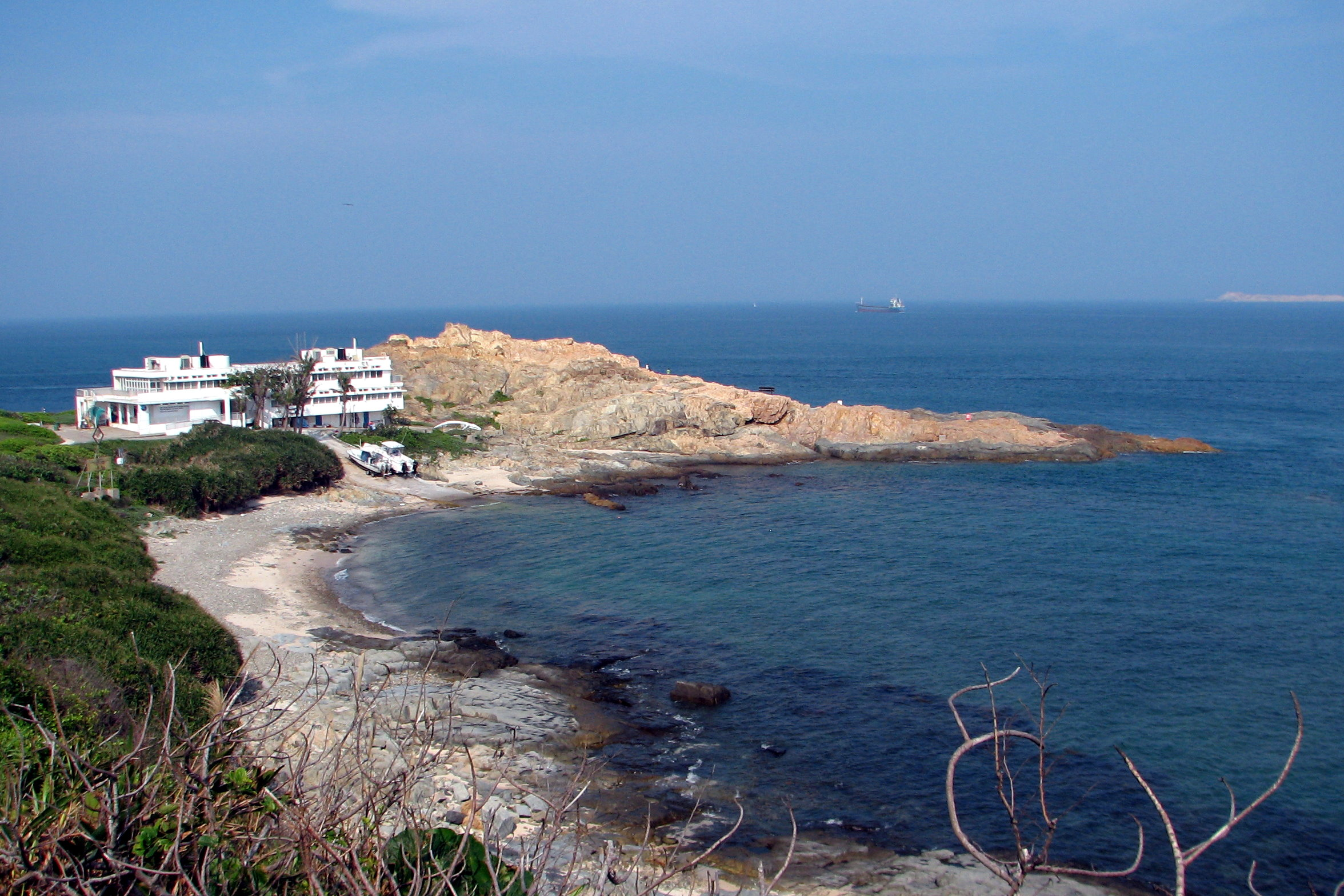
Cape D’Aguilar

Cape D’Aguilar oder Hok Tsui (chinesisch 鶴咀, Pinyin Hèjǔ, Yale: Hok6 zeui2; dt.: Kranich-Schnabel) ist eine Landzunge und ein Kap im Südosten von Hong Kong Island in Hongkong. Es ist nach dem Major-General George Charles D’Aguilar benannt.
Auf dem Kap steht das gleichnamige Cape D’Aguilar Lighthouse und vor der Küste erstreckt sich das Cape D’Aguilar Marine Reserve.

## Geographie

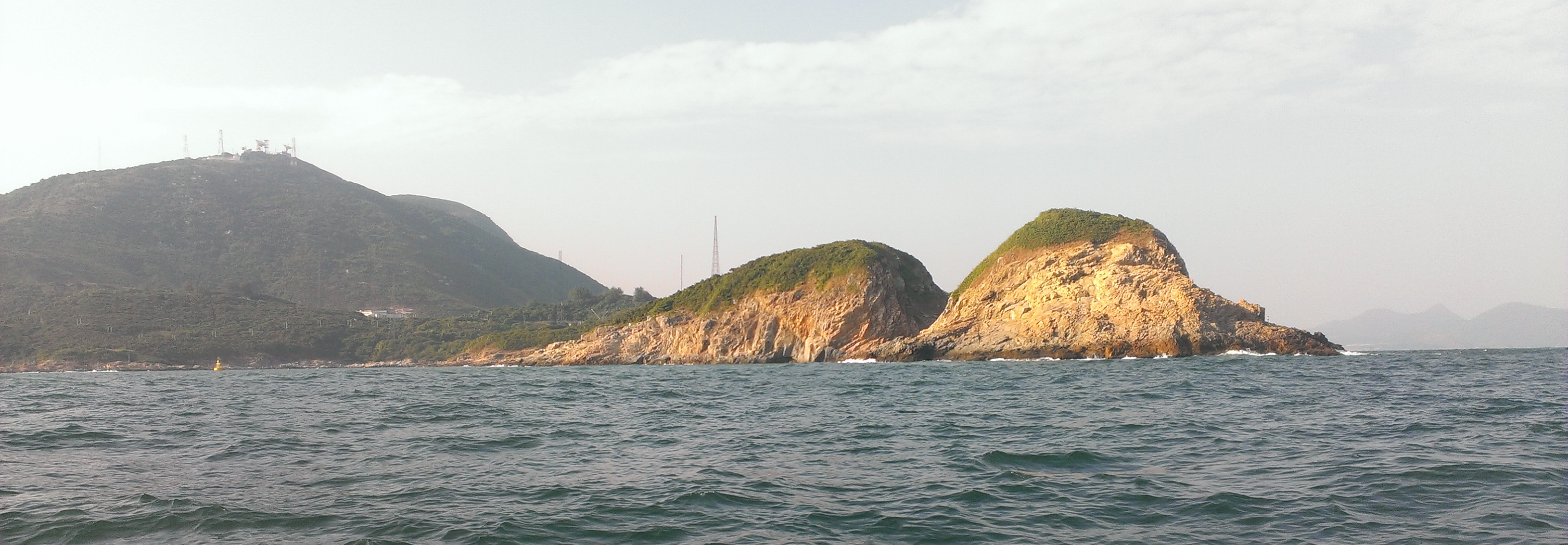
Kau Pei Chau

Das Kap liegt an der gleichnamigen Landspitze Cape D’Aguilar im Süden von Shek O (石澳) und D’Aguilar Peak (鶴咀山), im Südosten von Hongkong Island (⊙). Von Mount Parker (柏架山) erstreckt sich der Höhenzug Wan Cham Shan (雲枕山, oder Dragon’s Back, 龍脊) nach Südosten und läuft zum Hok Tsui Shan (鶴咀山). Unmittelbar am Cap liegt die Bucht Lap Sap Wan und südlich des Caps liegen die Inselchen Kau Pei Chau (狗髀洲) und der Kanal Sheung Sze Mun (雙四門, englisch Sheung Sze Mun Channel). Weiter südlich schließen sich Lo Chau (螺洲 englisch Beaufort Island), Po Toi (蒲台島), Sung Kong (宋崗) und Wang Lang Island (橫瀾島 englisch Rugged Rock) an.

## Cape D’Aguilar Marine Reserve

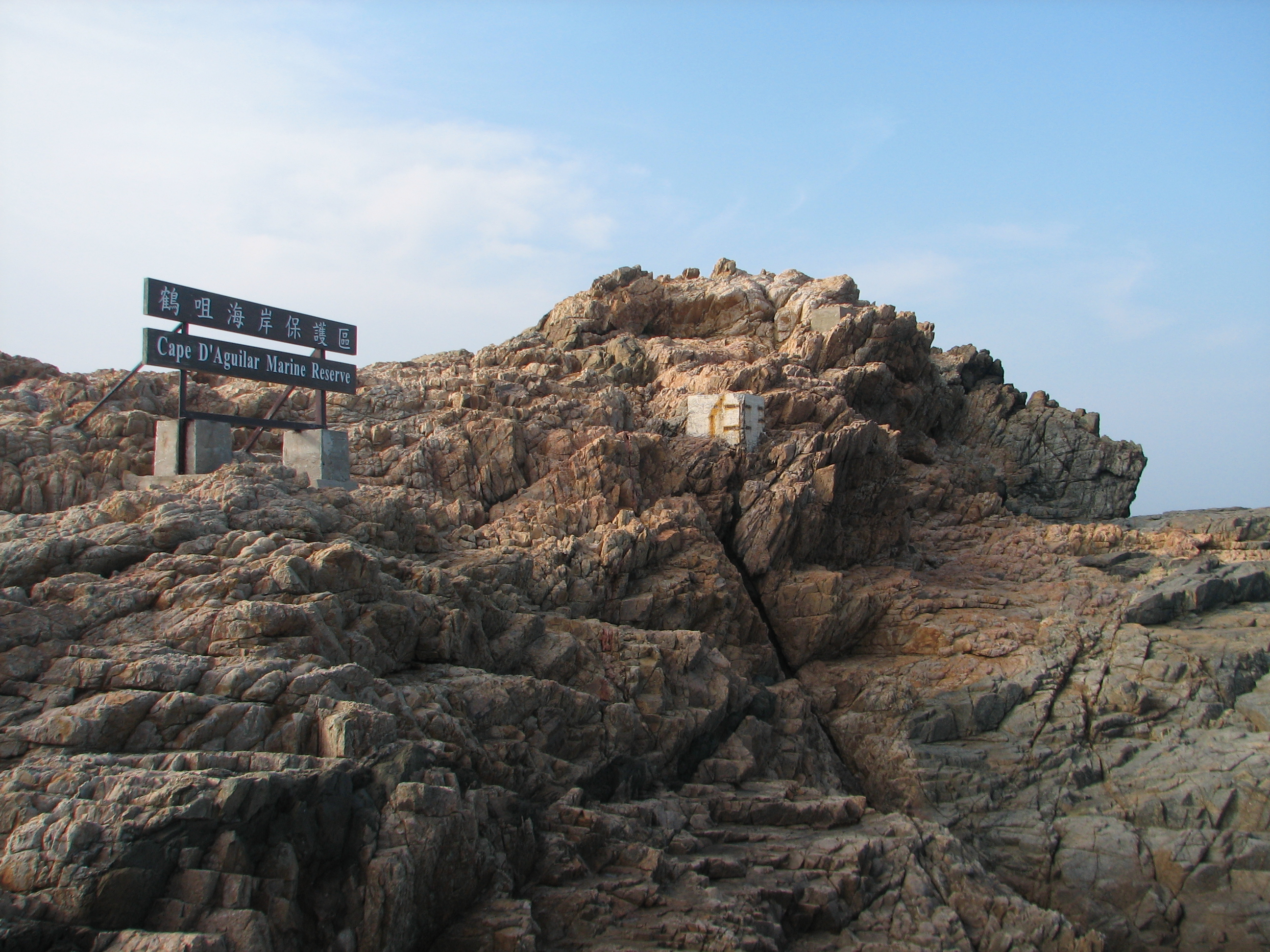
Felsformationen in Cape D’Aguilar

Cape D’Aguilar Marine Reserve (鶴咀海岸保護區) ist das einzige Marine Reserve (im Unterschied zum Marine Park) in Hongkong. Es erstreckt sich in der äußersten südöstlichen Ecke von Hong Kong Island über eine Fläche von 20 ha und ist hauptsächlich zwischen Kau Pei Chau und der felsigen Küstenlinie gelegen. Das Marine Reserve wurde im Juli 1996 aufgrund der Marine Parks Ordinance zum Schutz der Felsküsten und der Habitate unterhalb der Gezeitenzone begründet, nachdem 1991 das Areal zur Site of Special Scientific Interest (SSSI) erklärt worden war.
Cape D’Aguilar Marine Reserve wird vom Agriculture, Fisheries and Conservation Department (AFCD) mit Unterstützung des Swire Institute of Marine Science verwaltet, einem Institut für Meeresforschung der Universität Hongkong.

### Regeln des Schutzgebiets
Fischen, Schwimmen, Tauchen und das Sammeln von Lebewesen sind strikt verboten. Für Forschungsprojekte muss eine Erlaubnis vom AFCD eingeholt werden.

## Cape D’Aguilar Lighthouse
Cape D’Aguilar Lighthouse oder Hok Tsui Beacon. ist ein Kulturdenkmal der Sonderverwaltungszone Hongkong. Er ist einer der fünf Leuchttürme aus der Vorkriegszeit in Hongkong und der älteste Leuchtturm in Hongkong.
Der Leuchtturm wurde am 6. April 1875 in Betrieb genommen. 1905 wurde das Licht entfernt. 1975 wurde Cape D’Aguilar mit einem automatisierten System wieder in Betrieb genommen. Das Gebäude ist 9,7 m hoch.